# مرجاس لحوي
مرجاس لحوي (الاسم العلمي: Auriscalpium barbatum) هو نوع من الفطريات يتبع جنس المرجاس من الفصيلة المرجاسية.